# Abraham Stavans
Abraham Stavans, nome artístico de Abraham Stavchansky Altschuler (Cidade do México, 1 de janeiro de 1933 – 5 de março de 2019), foi um ator e diretor mexicano. Era pai do também ator Ilan Stavans.
No Brasil, era conhecido pelos seus trabalhos no seriado Chaves, no qual interpretou o dono do parque de diversões no episódio "O Parque de Diversões" e o freguês do restaurante de Dona Florinda, em Tem uma mosca no meu café. Neste episódio, ele é dublado por Fábio Vilalonga. Em "O Parque de Diversões", por Olney Cazarré e nos episódios inéditos, por Silton Cardoso (falecido em 2014).

## Biografia
Abraham nasceu em 1933 na Cidade do México, filho de imigrantes judeus russos. Em 1954, começou a estudar com o mestre Seki Sano, com o qual debuta profissionalmente na peça de teatro "Prueba de Fuego" de Arthur Miller. Posteriormente, viaja a Nova York para estudar no "Actor's Studio". Participou de mais de 45 obras de teatro como ator e diretor. Na televisão, participou de mais de 25 telenovelas como "Rebelde", "Mi Destino eres Tu", "Soledad", entre outras.
Faleceu em 5 de março de 2019. Seu filho, Ilan Stavans, foi quem confirmou a morte do ator nas redes sociais.

## Trabalhos na televisão
- Querida enemiga (2008) - Santiago Arredondo
- Morirse está en Hebreo (2007) - Balkoff
- Lola...Érase una Vez (2007/2008) - Ernesto
- Las Dos Caras De Ana (2007) - Franco
- Mujer, Casos De La Vida Real, casos de la vida real (2006)
- Pablo y Andrea (2005) - Ramus
- Rebelde (2004 á 2006) - Joel Huber
- Piel de otoño (2005) - Arcadio
- Original Sin (2001) - Mr. Gutiérrez
- Mi destino eres tú (2000) - Francisco Canseco
- Tres mujeres (1999) - Padre Mateo
- Camila (1998) - Pastor
- Mi Querida Isabel (1997) - Medina
- Sucesos distantes (1996) - Pablo Mazur
- A ritmo de salsa (1994) - Ramon
- Baila Conmigo (1992) - Christopher
- Chespirito (1990 / 1994) - Turista americano
- Cicatrices del alma (1986) - Ramiro
- Vanessa (1982) - Nicolás
- Soledad (1981) - Sebastian
- Pelusita (1980) - Vicenzo
- El Chavo del Ocho (Chaves no Brasil) (1979) - Cliente do restaurante de Dona Florinda (1 episódio) e funcionário do parque de diversões (2 episódios)
- Cananea (1978)